# Varanus doreanus
Varanus doreanus är en ödleart som beskrevs av Meyer 1874. Varanus doreanus ingår i släktet Varanus och familjen Varanidae. Inga underarter finns listade i Catalogue of Life.
Arten förekommer på Niu Briten i Bismarckarkipelagen och på Kap Yorkhalvön i nordöstra Australien. Honor lägger ägg.